# Перепись населения Эстонии (2021)
Перепись населения Эстонии 2021 года (перепись населения и жилых помещений — REL2021) проводится с осени 2021 года по июль 2022 года. Момент переписи был установлен по состоянию на 00.00 часов (UTC+2:00) 31 декабря 2021 года, агрегирование информации из регистров длится с января по июль 2022 года. Перечень собираемых данных был утверждён Законом о национальной статистике и Постановлением 763/2008 Европейского парламента и Совета. Перепись организовал Департамент статистики Эстонии. REL2021 — двенадцатая по счёту перепись населения на территории Эстонии. Предыдущие проходили в 1881, 1897, 1922, 1934, 1941, 1959, 1970, 1979, 1989, 2000 и 2011 годах.  Результаты переписи будут публиковаться постепенно с июня 2022 года до конца года.

Русский логотип переписи населения Эстонии 2021

## Цель
Перепись населения — это единственное исследование, которое даёт информацию не только об основных демографических показателях, но и о семьях, домохозяйствах, местонахождении, миграции, жилищно-бытовых условиях жителей страны на определённый момент времени. Знания, полученные в ходе переписи, помогают принимать более взвешенные решения и, таким образом, формировать жизнь Эстонии как на уровне местного самоуправления, так и на уровне государства.

## Особенности переписи
Перепись ведётся комбинированным методом: сбор данных из регистров сочетается с выборочным обследованием. Бо́льшая часть необходимых данных получена из государственных баз данных. Сбор этих данных проходит с января по июль 2022 года. В общей сложности данные собираются примерно из 30 регистров, основные из них это: Регистр народонаселения, Регистр строений, регистры Земельного департамента, Налогово-таможенного департамента, Больничной кассы. 
Дополнительные данные собирались путём случайной выборки. 43 % населения Эстонии было переписано онлайн.
Данные переписи, опубликованные 1 июня 2022 года в статистической базе данных, были собраны в результате переписи на основе регистров. Данные, собранные в рамках обязательного и добровольного опросов, дополнительно обрабатываются и анализируются, и их результаты будут опубликованы в ноябре 2022 года.
Перепись совпала с пиком эпидемии коронавируса, поэтому решение о её проведении комбинированным методом и в основном на основе регистров было весьма целесообразным.

### Электронный опросник
С 28 декабря 2021 года до 22 января 2022 года был открыт электронный опросник переписи, на который могли ответить все постоянные жители Эстонии, в том числе и те, кто временно находится за границей. Опросник был снабжён инструкцией, консультацию также можно было получить по телефонному номеру службы поддержки. На электронные адреса жителей Эстонии было отправлено специальное напоминание об этом. Электронную анкету нужно было заполнить на сайте rahvaloendus.ee, идентифицируя себя с помощью ID-карты, мобильного ID или Smart-ID. Заполнение анкеты занимало около пяти минут на человека. Лица, подлежащие обязательной переписи, получали письменное приглашение по почте, и в данном случае необходимо было лично заполнить анкету всем, кто проживал по указанному на конверте адресу. Тех из них, кто не заполнил электронную анкету, до февраля посещали переписчики или звонили им по телефону. Обязательным участием в опросе планировалось охватить почти 61 тысячу человек.
По состоянию на начало 22 января, электронный опросник заполнили 550 000 человек, или около 42 % населения Эстонии. Активнее всего участие в переписи населения приняли участие жители города Тарту и уезда Харьюмаа, где анкету по состоянию на 21 января заполнило около 47 % населения в возрасте 15 лет и старше. Доля ответивших на вопросы анкеты жителей Ида-Вирумаа составила на ту же дату 20 %.
Анкета охватывала только те вопросы, информация по которым необходима исследователям, государственным чиновникам и организациям, но ответов на которые в реестрах на момент переписи не имелось. Вопросы касались, например, владения иностранными языками и диалектами, вероисповедания, проблем со здоровьем и их влияния на повседневную деятельность.

### Случайная выборка
Данные по дополнительным характеристикам населения собирались с 28 декабря 2021 года по 22 января 2022 года путём случайной выборки 40 720 респондентов. Конкретное количество адресов случайной выборки в местном самоуправлении зависело от числа жителей местного самоуправления.

## Предварительные данные
На момент переписи, то есть 31 декабря 2021 года, в Эстонии постоянно проживали 1 331 824 человека, из них:
- мужчины составляли 47,6 % (633 426 чел.), их доля с 2011 года увеличилась на 1,2 %;
- доля женщин составила 52,4 % (698 398 чел.);
- число детей составило 217 799  человека (16,4 %), лиц трудоспособного возраста (15—64 года) — 841 851 человек (63,2 %), пожилых людей (возраст 65 лет и старше) — 272 146 (20,4 %);
- в городах проживает 61,2 % населения (815 003 чел.);
- среднему жителю Эстонии 42,2 года, таким образом он на 1,4 года старше среднего жителя в 2011 году[2].

По состоянию на конец 2021 года 84,7 % населения Эстонии имели эстонское гражданство. Всего в Эстонии проживают граждане 151 страны, что на 33 больше, чем десять лет назад. Численность населения Таллина составляла 437 817 чел. или 32,9 % всего населения Эстонии. В стране насчитывалось 103 деревни без жителей.
В Эстонии учтено 244 различных родных языка, что на 86 языков больше, чем в 2011 году, и более чем на половину больше, чем в 2000 году. Доля жителей, чьим родным языком является эстонский, за последние 20 лет осталась практически на одном и том же уровне (67 %).
Данные, собранные из регистров, показали, что за период с 2011 года по 2021 год:
- численность населения Эстонии выросла на 2,9 %;
- численность детей увеличилась на 8,2 %;
- численность людей трудоспособного возраста уменьшилась на 2,8 %;
- численность лиц в возрасте 65 лет и старше выросла на 15,7 %;
- доля населения с эстонским гражданством уменьшилась на 0,5 %;
- доля населения с российским гражданством уменьшилась на 9,7 %;
- доля лиц без гражданства уменьшилась на 22,5 %[8];
- численность эстонцев увеличилась на 1,9 %;
- численность русских уменьшилась на 3,4 %, белорусов — уменьшилась на 7,7 %; на 23 % увеличилось количество украинцев (в эту статистику не входят военные беженцы, приехавшие в Эстонию после переписи), число латышей увеличилось на 117 %;
- удельный вес лиц, родным языком которых является эстонский, вырос на 0,9 %[9];
- удельный вес лиц, родным языком которых является русский, снизился на 1,0 %[9];
- численность населения городов выросла на 4 %.

По данным переписи 2021 года, эстонский язык родным назвали 895 493 человека или 67,23 % населения страны, русский — 379 210 чел. (28,47 %), украинский — 12 431 чел. (0,93 %), финский — 4276 чел. (0,32 %), английский — 3879 чел. (0,29 %), латышский — 2510 чел. (0,19 %), немецкий — 1834 чел. (0,14 %), белорусский — 1650 чел. (0,12 %), другие языки — 30 541 чел. (2,30 %), не указали родной язык — 8176 чел. (0,61 %).